# برينت براندون
برينت براندون (بالإنجليزية: Brent Brandon)‏ هو ضابط أمريكي، ولد في 1960.